# Boswellia
Boswellia Roxb. ex Colebr., 1807 è un genere di piante appartenente alla famiglia delle Burseraceae che comprende una ventina di specie distribuite nell'Africa subsahariana, nella Penisola Arabica e nel subcontinente indiano.

## Distribuzione e habitat
Undici specie sono presenti nell'Africa continentale, 10 nell'isola di Socotra e 2 in India.  L'alto numero di specie presenti nell'isola di Socotra, in rapporto alla modesta superficie dell'isola, conferma l'importanza di Socotra come centro attivo di speciazione.

## Tassonomia
Il genere comprende le seguenti specie:

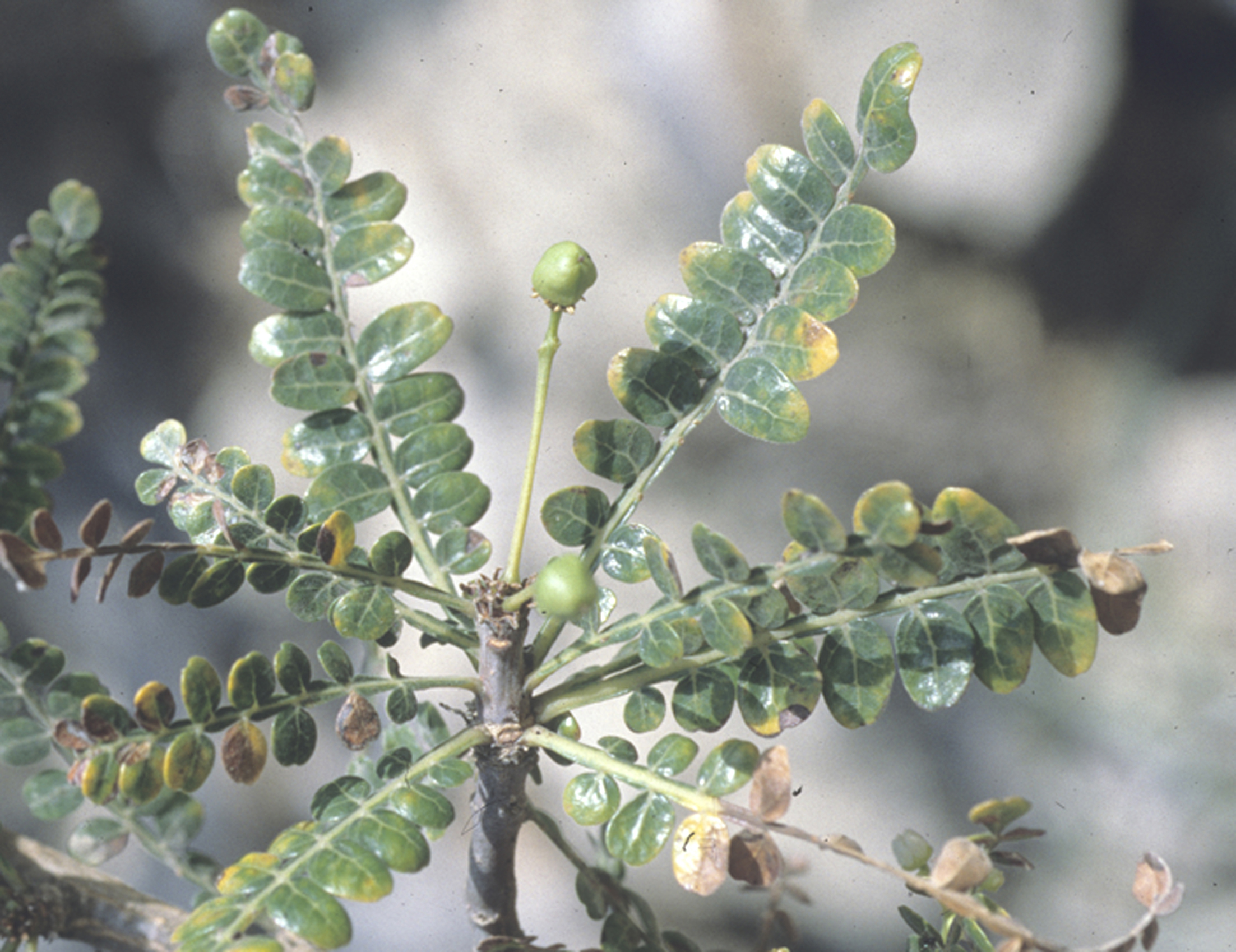
Boswellia socotrana

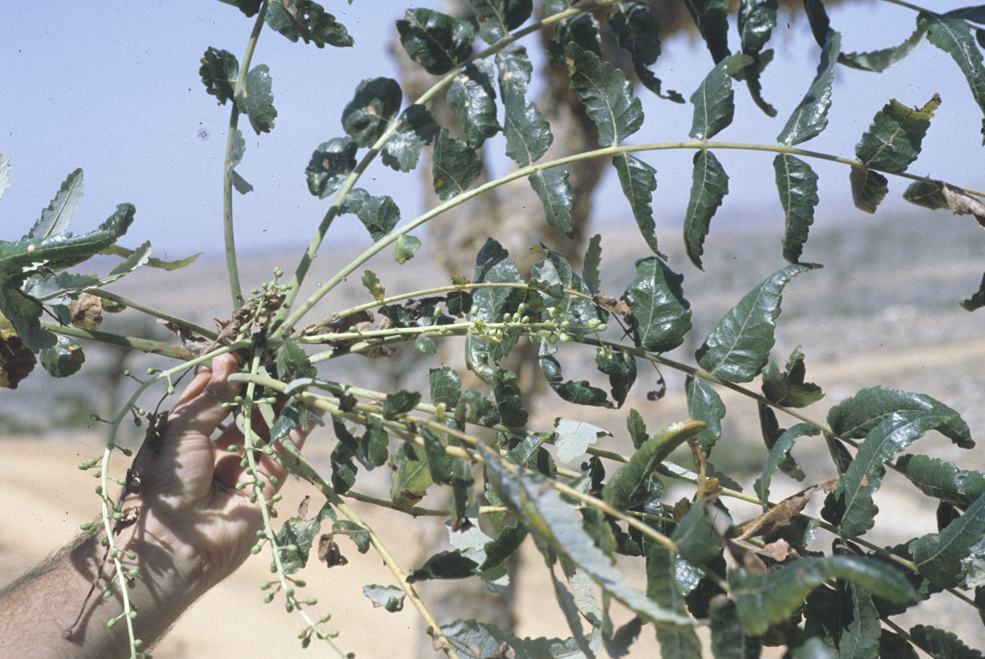
Boswellia elongata

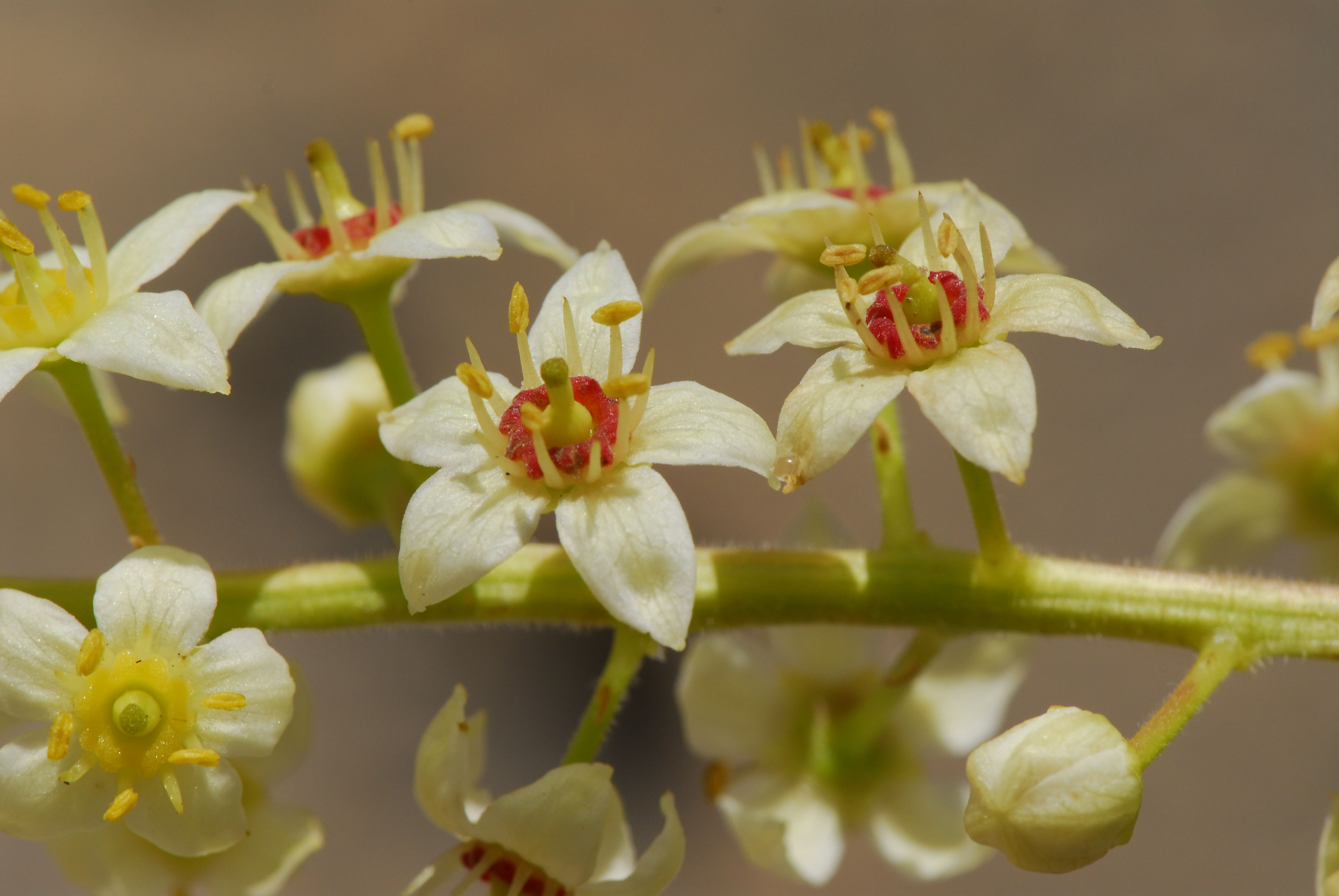
Boswellia sacra

- Boswellia ameero Balf.f. - endemismo di Socotra
- Boswellia aspleniifolia (Balf.f.) Thulin - endemismo di Socotra
- Boswellia bullata Thulin - endemismo di Socotra
- Boswellia dalzielii Hutch. -  ampiamente diffusa in Africa tropicale
- Boswellia dioscoridis Thulin - endemismo di Socotra
- Boswellia elongata Balf.f. - endemismo di Socotra
- Boswellia frereana Birdw. - endemismo della Somalia
- Boswellia globosa Thulin - specie nota al momento per una sola località nel nord della Somalia[2].
- Boswellia microphylla Chiov. - Etiopia sud orientale e Somalia
- Boswellia nana Hepper - endemismo di Socotra
- Boswellia neglecta S.Moore - diffusa dal sud dell'Etiopia al nordest dell'Uganda e della Tanzania
- Boswellia occulta Thulin, DeCarlo & S.P.Johnson - endemismo della Somalia
- Boswellia ogadensis Vollesen - endemismo dell'Etiopia (regione di Harerge)
- Boswellia ovalifoliolata N.P.Balakr. & A.N.Henry - endemismo degli Eastern Ghats (India)
- Boswellia papyrifera (Caill. ex Delile) Hochst. - specie diffusa dal nordest della Nigeria sino all'Eritrea, all'Etiopia, al Sudan e all'Uganda nord-orientale
- Boswellia pirottae Chiov. - endemismo dell'Etiopia
- Boswellia popoviana Hepper - endemismo di Socotra
- Boswellia rivae Engl. - endemismo dell'Etiopia
- Boswellia sacra Flück. - specie presente nel Nord della Somalia (Corno d'Africa), nel SE dello Yemen e nell'Oman meridionale
- Boswellia samhaensis Thulin & Scholte - endemismo di Socotra
- Boswellia scopulorum Thulin - endemismo di Socotra
- Boswellia serrata Roxb. - ampiamente distribuita in tutta l'India, maggiormente concentrata negli stati del Madhya Pradesh e del Rajastan, dove forma lembi di foresta quasi pura[3].
- Boswellia socotrana Balf.f. - endemismo di Socotra

## Usi
Le specie note per la produzione di incenso sono Boswellia sacra (Oman, Yemen e N Somalia), B. frereana (N Somalia), B. papyrifera (principalmente diffusa in Eritrea ed Etiopia, ma sporadicamente presente anche in Uganda, NE Nigeria, Repubblica Centro Africana e Chad) e B. serrata (India). Le rimanenti specie non sono sfruttate commercialmente per la produzione dell'incenso (se non dalle popolazioni locali, in maniera saltuaria).
L'incenso è una gommoresina che essuda dalla corteccia delle piante di Boswellia; la raccolta si effettua producendo delle decorticazioni ovali sui rami usando un attrezzo che si chiama menghaf, una specie di scalpello affilato da un lato per decorticare i rami e non affilato dall'altro per raccogliere la resina. Le specie che producono incenso della migliore qualità sono B. sacra, B. frereana e B. papyrifera. La resina viene selezionata in quattro o cinque gradi di qualità a seconda della grandezza dei grani essiccati, del colore e della purezza; la qualità dipende anche dal periodo di raccolta e dall'ambiente dove crescono le piante.
L'incenso, al di là dei suoi impieghi nelle cerimonie tradizionali e nella medicina popolare dei paesi di produzione, è anche richiesto in molti mercati del vecchio e nuovo continente perché utilizzato in molte manifestazioni della vita religiosa e sociale e in svariati campi, dall'industria dei profumi a quella farmaceutica.
Una parte consistente della gommoresina è costituita da polisaccaridi, fra cui galattosio e arabinosio, mentre il resto è formato da acidi pentaciclici, responsabili del profumo, i cosiddetti acidi boswellici.
Benché l'incenso sia conosciuto e sia stato utilizzato presso tutte le grandi civiltà mediterranee e medio-orientali da più di 3 500 anni, le piante che lo producono sono state scoperte e descritte solo da qualche secolo: la pianta dell'Etiopia è stata scoperta nel 1805 a Tecazze (Etiopia) e descritta come B. papyrifera nel 1843; la pianta della Penisola Arabica è stata osservata per la prima volta nel 1844 presso Mirbat (Dhofar), poi nel 1846 a Ras Fartak, lungo le coste dello Yemen e descritta come B. sacra solo nel 1867. Per tanti secoli si è quindi avuta una completa ignoranza della fonte (l'albero) di un prodotto (l'incenso) così largamente utilizzato e ricercato. 
La maggioranza delle specie di Boswellia presenta foglie composte imparipennate, caduche. La caducità è legata a periodi di riposo per estivazione, cioè la pianta va a riposo, perdendo le foglie e sospendendo la fase vitale, nel periodo più caldo ed arido.

### Usi terapeutici
La Boswellia viene utilizzata in medicina ayurvedica nei trattamenti per il diabete, per la febbre e alcune patologie cardiovascolari, dermatologiche e neurologiche.
Agli acidi boswellici vengono attribuite proprietà antinfiammatorie, antireumatiche e antidolorifiche, perciò sono indicati per combattere l'artrosi e anche l'artrite reumatoide in fase iniziale, in quanto bloccano la formazione dei leucotrieni (inibendo l'enzima 5-lipossigenasi), responsabili e mediatori chimici dell'infiammazione.. L'incenso si è rivelato utile anche in altre patologie croniche come l'asma bronchiale e la colite ulcerosa.